# Stephen Dorff
Stephen Dorff (Atlanta, 29 luglio 1973) è un attore statunitense.

## Biografia
Figlio del compositore ebreo statunitense Steve Dorff, Stephen nasce ad Atlanta ma cresce a Los Angeles. Inizia la sua carriera interpretando videoclip, tra cui quelli di Cryin degli Aerosmith, Rollin' dei Limp Bizkit e Everytime di Britney Spears. Partecipa a serie televisive come Il mio amico Arnold (nel ruolo di Scott), Sposati... con figli e Pappa e ciccia. Nel 1992 impersona “Peekay” nel film La forza del singolo, nel 1994 interpreta il ruolo di Stuart Sutcliffe, il quinto componente de The Beatles, morto pochi mesi prima del successo del gruppo a causa di un'emorragia cerebrale, nel film  Backbeat - Tutti hanno bisogno di amore.
Nel 1996 interpreta la donna transessuale Candy Darling in Ho sparato a Andy Warhol. Nel 1997 partecipa al film La spirale della vendetta, con Harvey Keitel e Timothy Hutton, nel 1998 ha ottenuto la parte del villain Diacono Frost nel film Blade, nel 1999 partecipa a Destino fatale e nel 2006 partecipa alla pellicola World Trade Center. Nel 2005 entra nel cast del film Shadowboxer. Nel 2010 è il protagonista della pellicola Somewhere di Sofia Coppola. Nel 2011 interpreta il ladro Stavros nel film Immortals, affiancando il protagonista, Teseo, e nello stesso anno affianca Maria Bello nel film carjacked - La strada della paura. Nel 2017 interpreta il Texas Ranger Hal Hartman in Leatherface.

## Filmografia parziale

### Cinema
- Non aprite quel cancello (The Gate), regia di Tibor Takács (1987)
- Eroe per amore (Rescue Me), regia di Arthur Allan Seidelman (1992)
- La forza del singolo (The Power of One), regia di John G. Avildsen (1992)
- An Ambush of Ghosts, regia di Everett Lewis (1993)
- Cuba Libre - La notte del giudizio (Judgment Night), regia di Stephen Hopkins (1993)
- Backbeat - Tutti hanno bisogno di amore (Backbeat), regia di Iain Softley (1994)
- S.F.W. - So Fucking What (S.F.W.), regia di Jefery Levy (1994)
- Cento e una notte (Les cent et une nuits de Simon Cinéma), regia di Agnès Varda (1995)
- Intrigo perverso (Innocent Lies), regia di Patrick Dewolf (1995)
- Ho sparato a Andy Warhol (I Shot Andy Warhol), regia di Mary Harron (1996)
- Space Truckers, regia di Stuart Gordon (1996)
- Blood & Wine, regia di Bob Rafelson (1996)
- La spirale della vendetta (City of Industry), regia di John Irvin (1997)
- Blade, regia di Stephen Norrington (1998)
- Entropy - Disordine d'amore (Entropy), regia di Phil Joanou (1999)
- A morte Hollywood (Cecil B. DeMented), regia di John Waters (2000)
- Deuces Wild - I guerrieri di New York (Deuces Wild), regia di Scott Kalvert (2002)
- Paura.com (FeardotCom), regia di William Malone (2002)
- Riders - Amici per la morte (Riders), regia di Gérard Pirès (2002)
- Sotto massima copertura - Den of Lions (Den of Lions), regia di James Bruce (2003)
- Oscure presenze a Cold Creek (Cold Creek Manor), regia di Mike Figgis (2003)
- Alone in the Dark, regia di Uwe Boll (2005)
- Shadowboxer, regia di Lee Daniels (2005)
- World Trade Center, regia di Oliver Stone (2006)
- .45, regia di Gary Lennon (2006)
- Nanking, regia di Bill Guttentag e Dan Sturman (2007)
- The Passage, regia di Mark Heller (2007)
- Botched - Paura e delirio a Mosca (Botched), regia di Kit Ryan (2007)
- Felon - Il colpevole (Felon), regia di Ric Roman Waugh (2008)
- Black Water Transit, regia di Tony Kaye (2009)
- Nemico pubblico - Public Enemies (Public Enemies), regia di Michael Mann (2009)
- Somewhere, regia di Sofia Coppola (2010)
- Immortals, regia di Tarsem Singh (2011)
- Bucky Larson: Born to Be a Star, regia di Tom Brady (2011)
- Carjacked - La strada della paura (Carjacked), regia di John Bonito (2011)
- The Iceman, regia di Ariel Vromen (2012)
- Brake - Fino all'ultimo respiro (Brake), regia di Gabe Torres (2012)
- Rites of Passage, regia di W. Peter Iliff (2012)
- Tomorrow You're Gone, regia di David Jacobson (2012)
- A Glimpse Inside the Mind of Charles Swan III, regia di Roman Coppola (2012)
- The Motel Life, regia di Alan Polsky e Gabe Polsky (2012)
- In fuga con il nemico (Zaytoun), regia di Eran Riklis (2012)
- Officer Down - Un passato sepolto (Officer Down), regia di B. A. Miller (2013)
- Heatstroke, regia di Evelyn Purcell (2014)
- American Hero, regia di Nick Love (2015)
- Ricatto internazionale (The Debt), regia di Barney Elliott (2015)
- Albion: The Enchanted Stallion, regia di Castille Landon (2016)
- Wheeler, regia di Ryan Ross (2017)
- Jackals - La setta degli sciacalli (Jackals), regia di Kevin Greutert (2017)
- Leatherface, regia di Alexandre Bustillo e Julien Maury (2017)
- Sex Guaranteed, regia di Brad Barnes e Todd Barnes (2017)
- Don't Go, regia di David Gleeson (2018)
- Music, War and Love, regia di Martha Coolidge (2019)
- Sotto attacco (Embattled), regia di Nick Sarkisov (2020)
- Kid 90, regia di Soleil Moon Frye (2021)
- Old Henry, regia di Potsy Ponciroli (2021)
- Traveling Light, regia di Bernard Rose (2021)
- Fuga verso l'inferno - The Price We Pay (The Price We Pay), regia di Ryūhei Kitamura (2022)
- Paradise City, regia di Chuck Russell (2022)
- Divinity, regia di Eddie Alcazar (2023)
- Blood for Dust, regia di Rod Blackhurst (2023)
- Dead Man's Hand, regia di Brian Skiba (2023)
- Mob Land, regia di Nicholas Maggio (2023)
- King of Killers, regia di Kevin Grevioux (2023)

### Televisione
- Vietnam missione Tonkin (In Love and War), regia di Paul Aaron – film TV (1987)
- Disneyland – serie TV, episodio 33x05 (1988)
- Quiet Victory: The Charlie Wedemeyer Story, regia di Roy Campanella II – film TV (1988)
- Pappa e ciccia (Roseanne) – serie TV, episodi 2x01-2x08-2x09 (1989)
- Steven, 7 anni: rapito (I Know My First Name Is Steven), regia di Larry Elikann – miniserie TV (1989)
- Piccoli segreti (Do You Know the Muffin Man?), regia di Gilbert Cates – film TV (1989)
- L'amico di legno (What a Dummy) – serie TV, 24 episodi (1990-1991)
- Una vita strappata (Always Remember I Love You), regia di Michael Miller – film TV (1990)
- Destino fatale (Earthly Possessions), regia di James Lapine – film TV (1999)
- Laboratorio mortale (Covert One: The Hades Factor), regia di Mick Jackson – miniserie TV (2006)
- XIII - Il complotto (XIII), regia di Duane Clark – miniserie TV (2009)
- Star – serie TV, 9 episodi (2017-2018)
- True Detective – serie TV, 8 episodi (2019)
- Deputy – serie TV, 13 episodi (2020)

## Doppiaggio
- Far Cry Instincts – videogioco (2005)

## Doppiatori italiani
Nelle versioni in italiano delle opere in cui ha recitato, Stephen Dorff è stato doppiato da:
- Alessio Cigliano in Backbeat - Tutti hanno bisogno di amore, Laboratorio mortale, A morte Hollywood, Somewhere, Immortals, The Iceman, Brake - Fino all'ultimo respiro, Embattled - Sotto attacco
- Danilo Di Martino in Riders - Amici per la morte, Officer Down - Un passato sepolto, Heatstroke, In fuga con il nemico
- Vittorio De Angelis in Una vita strappata, Blade, Paura.com, Bucky Larson: Born to Be a Star
- Fabio Boccanera in Oscure presenze a Cold Creek, XIII - Il complotto, Paradise City
- Francesco Bulckaen in Sotto massima copertura - Den of Lions, Botched - Paura e delirio a Mosca, Star
- Roberto Certomà in Nemico pubblico - Public Enemies, Rites of passage
- Riccardo Rossi in La forza del singolo, S.F.W. - So Fucking What?
- Alberto Bognanni in Deuces Wild - I guerrieri di New York
- Alessandro Quarta in Cuba libre - La notte del giudizio
- Andrea Ward in La spirale della vendetta
- Christian Iansante in Blood & Wine
- Claudio Moneta in Leatherface
- Daniele Barcaroli in .45
- Francesco Prando in World Trade Center
- Mauro Gravina in Alone in the Dark
- Massimiliano Alto in Shadowboxer
- Riccardo Scarafoni in Deputy
- Roberto Draghetti in Carjacked - La strada della paura
- Sandro Acerbo in Space Truckers
- Simone D'Andrea in True Detective
- Simone Mori in Felon - Il colpevole
- Vittorio Guerrieri in Destino fatale
- Luca Ghignone in Old Henry
- Mirko Mazzanti in Mob Land